# Glyptopeltis couloniana
Glyptopeltis couloniana är en kackerlacksart som beskrevs av Henri Saussure 1873. Glyptopeltis couloniana ingår i släktet Glyptopeltis och familjen jättekackerlackor. Inga underarter finns listade i Catalogue of Life.